# Bjäret
Bjäret (även Bjeret) är ett bostadsområde i tätorten Sjödiken i Svedala socken i Svedala kommun, belägen strax norr om motorvägen E65. 1990 klassade SCB Bjäret som en småort. Därefter gick Bjäret upp i tätorten Sjödiken.